# ناحیه گالوا، شهرستان هنری، ایلینوی
ناحیه گالوا (به انگلیسی: Galva Township) یک منطقهٔ مسکونی در ایالات متحده آمریکا است که در شهرستان هنری، ایلینوی واقع شده‌است. ناحیه گالوا ۲۳۲ متر بالاتر از سطح دریا واقع شده‌است.